# Филодендрон
Филоде́ндрон (лат. Philodéndron) — большой род вечнозелёных цветковых многолетних растений семейства Ароидные (Araceae). По максимальной оценке, род включает около 900 видов. Среди филодендронов есть как выращиваемые в оранжереях, так и комнатные растения.
Название рода произошло от др.-греч. φιλέω — люблю, δένδρον — дерево и связано с наиболее распространённой жизненной формой растений рода.

## Распространение
Филодендроны встречаются от Мексики до тропической Америки.
Большинство видов произрастает во влажных тропических лесах, но могут встречаться на болотах и по берегам рек, обочинам дорог и на обнажениях горных пород. Они растут на высоте от уровня моря до 2000 м над уровнем моря, но большинство предпочитает нижний горный пояс и низменности. Растения рода Филодендрон часто лазают по другим растениям при помощи воздушных корней. Филодендроны характеризуются бо́льшей численностью в местах их произрастания по сравнению с другими растениями, играя важную роль в экосистеме. Также массово они растут и вдоль дорог.
Филодендроны можно встретить также в Австралии, на островах Тихого океана и в Азии, хотя эти края не являются для Филодендронов родными. Скорее всего в этих места они были интродуцированы или завезены случайно.

## Ботаническое описание

### Внешний вид

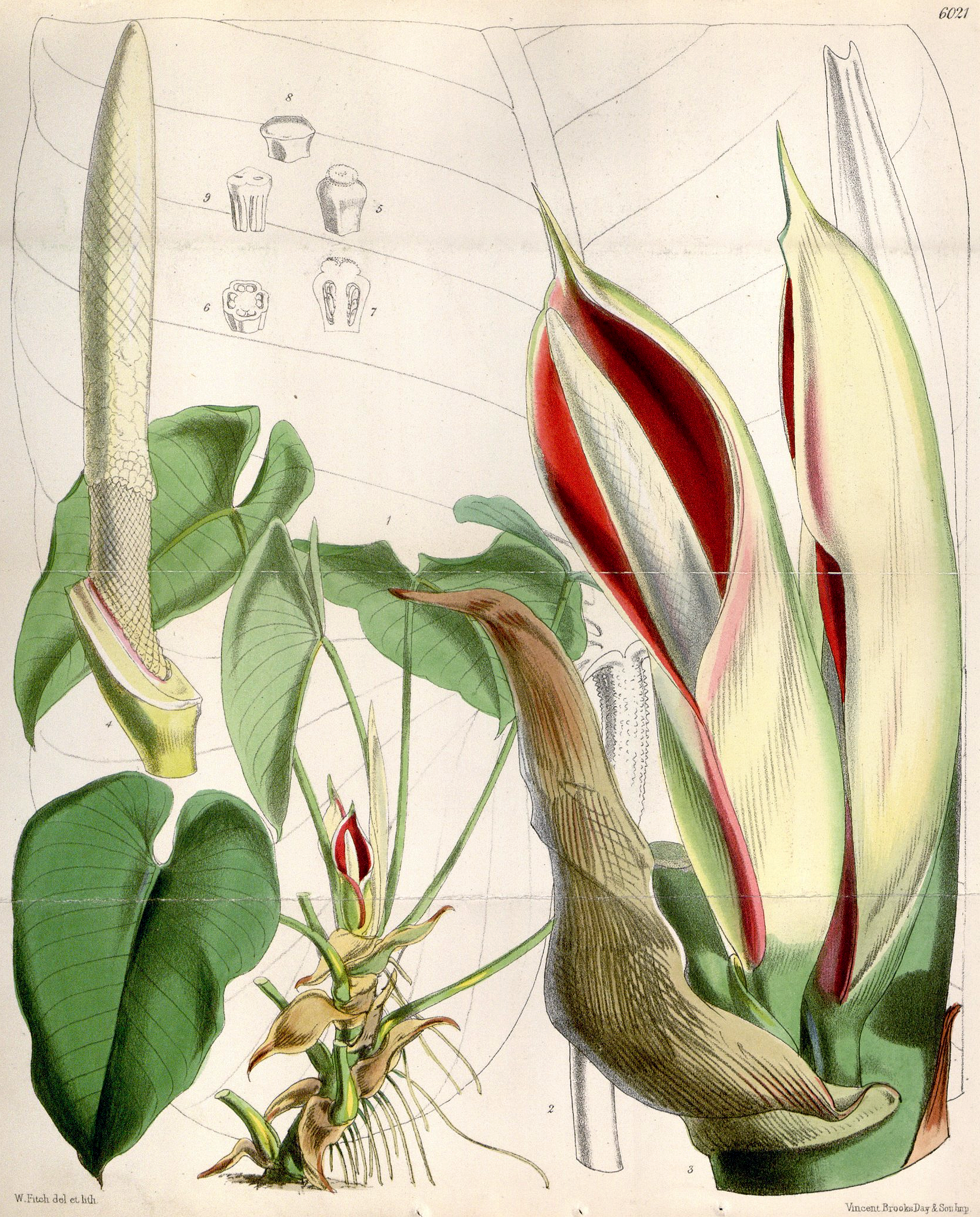
Филодендрон украшенный. Уолтер Гуд Фитч (умер в 1892 г.)
в журнале «Curtis’s Botanical Magazine», за 1873 г., № 99

Филодендроны — вечнозелёные многолетние растения. Отличаются от растений других родов семейства Ароидные разнообразием жизненных форм. Среди них есть эпифиты и полуэпифиты, или гемиэпифиты, хотя гемиэпифитов среди филодендронов очень немного. Преимущественно филодендроны эпифиты, то есть лазящие растения, прикрепляющиеся к опоре с помощью длинных воздушных корней-присосок. Некоторые виды могут совмещать в себе несколько жизненных форм, проявляя их в зависимости от условий произрастания. Филодендроны-гемиэпифиты могут быть двух типов: первичные и вторичные. Первичные гемиэпифиты начинают свой жизненный путь в пологе леса, где прорастает попавшее туда семя. Как только растение достигает достаточного размера и возраста, чтобы производить воздушные корни, оно прикрепляется ими к почве. После этого первичный гемиэпифит получает питательные вещества непосредственно из почвы. Вторичные гемиэпифиты начинают свой жизненный путь на поверхности почвы или на стволе дерева непосредственно у поверхности земли. У этих гемиэпифитов есть свои корни в начальный период их жизни, затем они постепенно поднимаются вверх по дереву, дают воздушные корни и теряют свои подземные корни, становясь эпифитами. Вторичный гемиэпифит не всегда прорастает вблизи дерева. Такой гемиэпифит будет расти вдоль поверхности земли, развивая длинные междоузлия, пока подходящее дерево не будет найдено. При этом ориентиром гемиэпифиту служит тень, отбрасываемая деревом. Это свойство называется скототропизмом. Когда дерево найдено, скототропик становится фототропиком, его междоузлия становятся короче и толще. Однако чаще всего семена филодендронов прорастают на деревьях.

### Корни

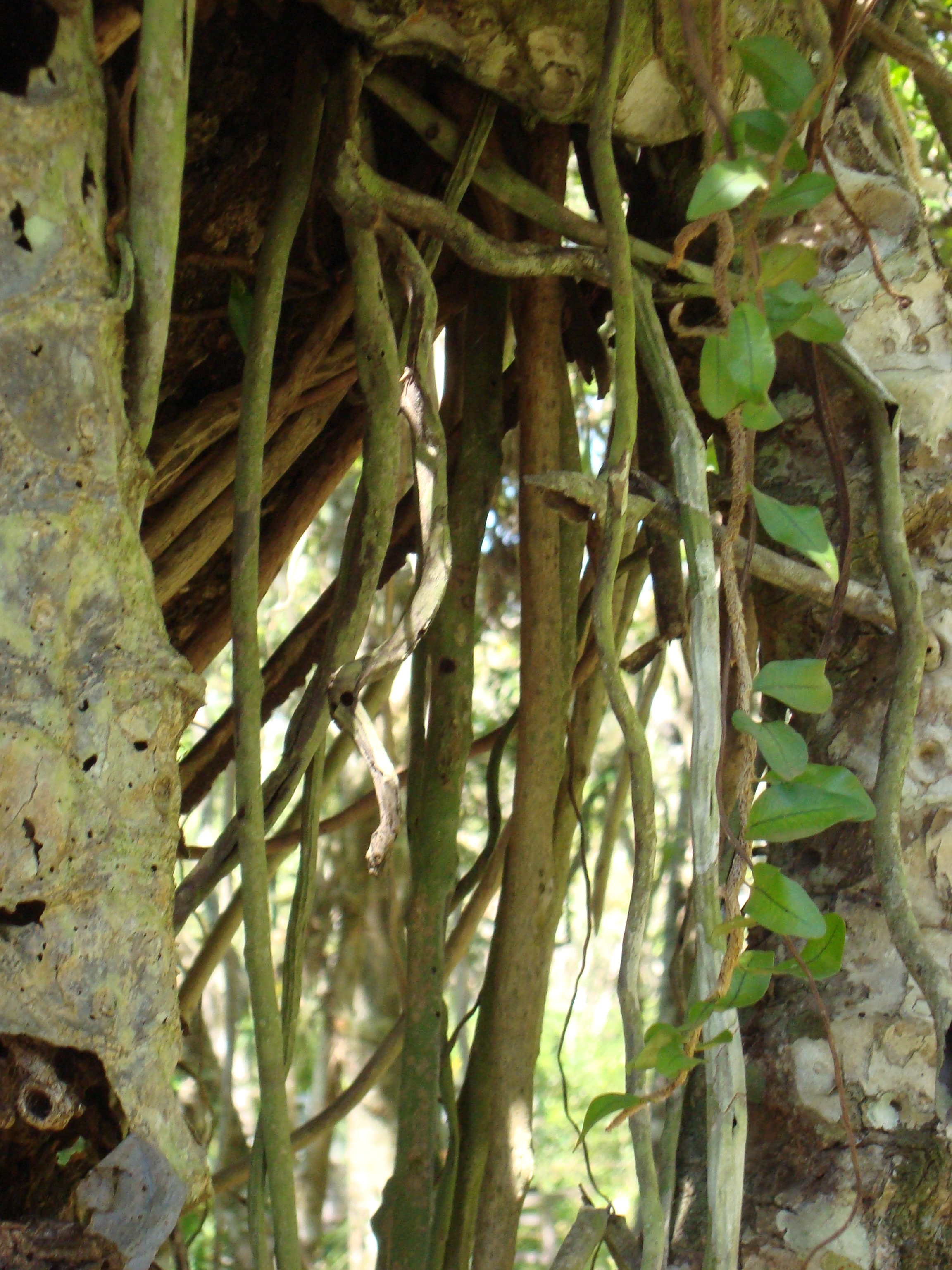
Филодендрон двоякоперистый, воздушные корни

У Филодендронов бывают воздушные и подземные корни. Воздушные корни могут быть различных форм и размеров, у большинства растений образуются в узлах, иногда в междоузлиях. Размер и количество воздушных корней зависят от наличия подходящей опоры для них. Воздушные корни служат двум различным целям. Они позволяют Филодендронам присоединиться к дереву или другому растению и служат для доставки воды и питательных веществ. В соответствии с этими целями корни различаются морфологически. Воздушные корни, служащие для присоединения к деревьям, короче, более многочисленны и снабжены волосками. Воздушные корни, служащие для сбора воды и питательных веществ, более толстые и более длинные. Эти питающие корни имеют тенденцию присоединяться к основе, к которой прикреплён Филодендрон, и пробиваться вниз в поисках почвы. Вообще питающие корни обладают способностью проявлять поведение положительного гидротропизма и отрицательного гелиотропизма. Особенностью корней Филодендронов является наличие склеротических гиподермисов, которые представляют собой цилиндрические трубки в эпидерме, составляющем от одного до пяти клеток в длину. Клетки, выравнивающие склеротический гиподермис, удлинены и обладают способностью закрепляться. Под эпидермой находится одноклеточный слой смеси длинных и коротких клеток.

### Стебли и побеги
Стебель мясистый, одревесневающий у основания.
Строение побега у растений рода Филодендрон — загадка. Растения по очереди развивают листья двух типов: вначале чешуевидный, а за ним обычный на длинном черешке. Внутри обычного листа образуется зачаточное соцветие, а в пазухе чешуевидного листа — боковая почка. Главный побег заканчивается соцветием, а откуда вырастает часть стебля, несущая следующие чешуевидные и обычные листья, учёные до сих пор не знают. Над решением этой загадки ботаники безуспешно бьются уже около 150 лет.

### Катафиллы

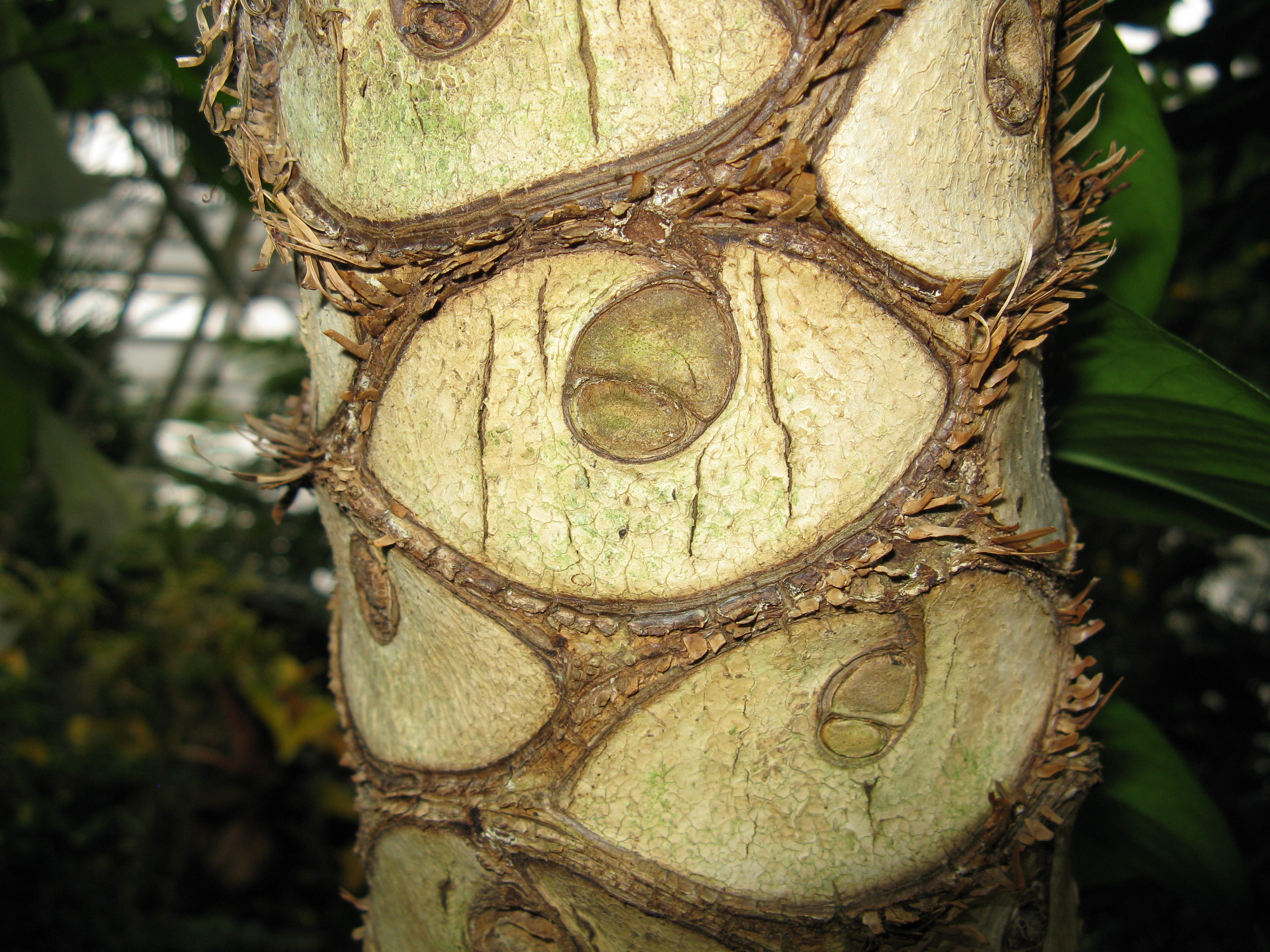
Следы от опавших листьев и отмерших катафиллов

Чешуевидные листья, выполняющие функцию защиты вегетативных почек, называются катафиллами. Катафиллы у филодендронов обычно зелёные, подобны листу, твёрдые, в тот период, когда они защищают почку. У некоторых видов они могут быть довольно сочными. Когда лист полностью сформируется, катафилл обычно оставляет след в месте соединения листа со стеблем. У Филодендронов катафиллы бывают двух типов: листопадные и постоянные. Листопадный катафилл располагается далеко от листа, как только лист сформирован, он становится коричневым, отмирает и в конце-концов опадает, оставляя шрам на стебле. Листопадный катафилл обычно бывает у вьющихся Филодендронов, тогда как постоянные катафиллы типичны для эпифитов или сжатых лиан. У последних опаданию катафилла препятствуют короткие междоузлия растения. Катафилл остаётся, отмирая и превращаясь в волокна в узлах ствола. У некоторых Филодендронов катафиллы растут в течение долгого времени и формируют влажную массу в узлах. Эта влага позволяет формироваться корням и у некоторых видов служат для смачивания новых листьев.

### Листья

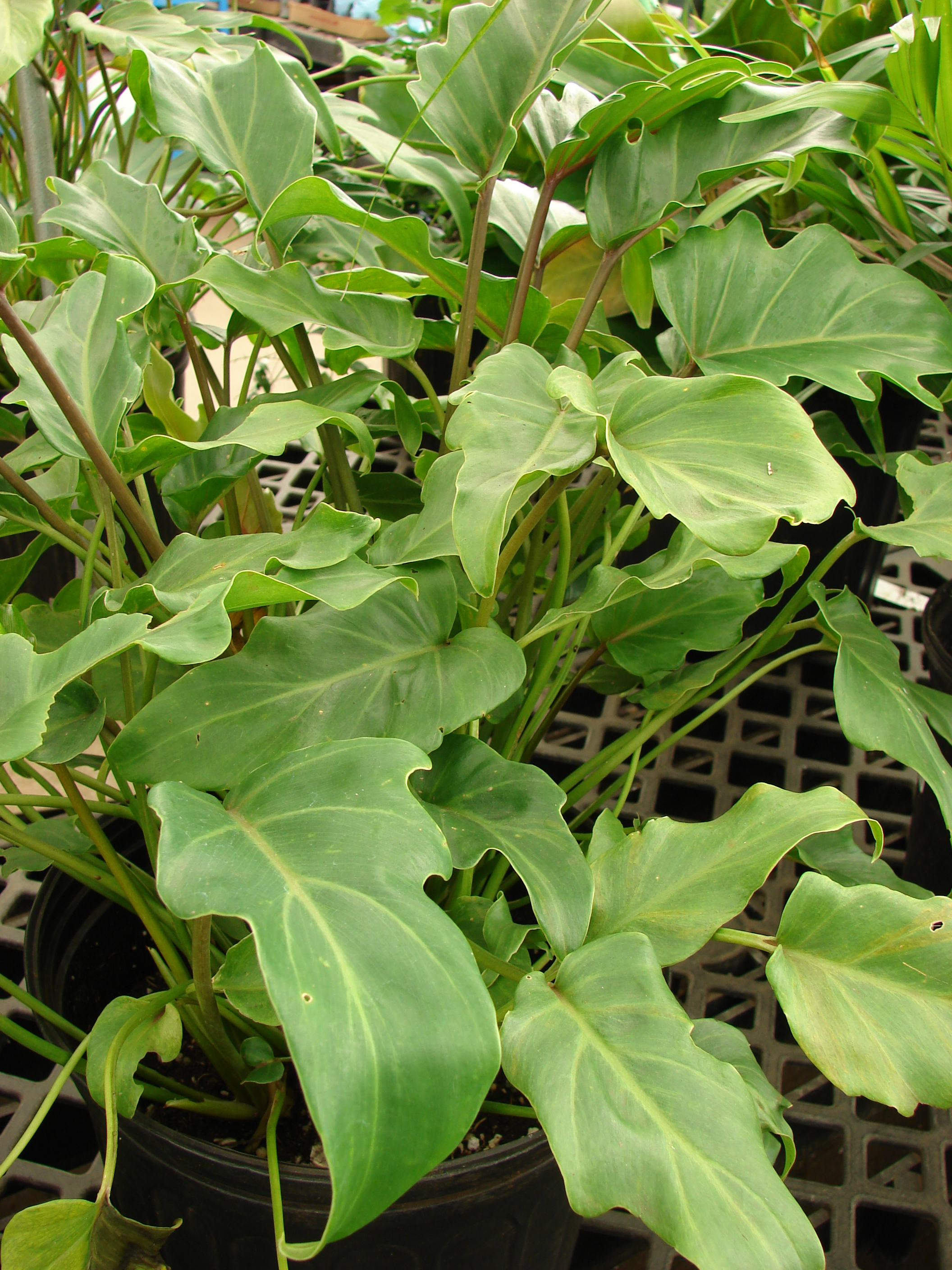
Листья различной формы у одного и того же растения

Расположение листьев очерёдное. Черешки с влагалищами. Листья обычно большие и внушительные, до 2 м длиной. Но лишь у немногих видов размер листовой пластинки достигает огромных размеров. Например, из всех центральноамериканских видов только у 19 листовая пластинка длиннее 75 см. Из них только у Philodendron gigas длина листовой пластинки регулярно превышают 1 м, с зарегистрированным максимум в 137 см. Philodendron brewsterense является видом с наименьшим размером листовой пластинки, 11 см длиной. Самые широкие листовые пластинки у Philodendron gigas  (90 см шириной).
Очертание пластинки листа может быть овальной, стреловидной и других разнообразных форм. Листья могут быть от цельных до дважды перисто-рассечённых. Интересным свойством филодендронов является тот факт, что у одного и того же растения нет определённой формы листа. У них есть листья молодые и взрослые, которые значительно отличаются по форме и размеру. У рассады листья обычно сердцевидные. По мере роста растения его листья приобретают типичные форму и размер для молодых листьев. Позднее у филодендрона появляются взрослые листья. Этот процесс называется морфогенезом. Большинство филодендронов минует морфогенетическую градацию; молодые и зрелые листья у них не имеют ясных отличий. Свойство филодендронов менять размер и форму листьев вносило значительные таксономические трудности: молодые и взрослые растения принимали за различные виды. Механизм, вызывающий преобразование листьев, может быть различным. Единственным неизменным толчком к его запуску является высота растения. Типичные гемиэпифиты, начиная свой рост с лесной подстилки, находящейся в тени, поднимаются вверх, оставляя на своём пути молодые листья. Как только они достигают значительной высоты, начинают развивать листья взрослого типа. Молодые листья растут в нижнем ярусе леса, где свет недостаточно ярок, взрослые листья получают в верхнем пологе леса достаточно света, чтобы развить зрелые листья бо́льшего размера. У вторичных гемиэпифитов действует другой механизм преобразования листьев от молодых к взрослым. В начале своего развития вторичные гемиэпифиты не получают достаточно питательных веществ для развития взрослых листьев, а как только они разовьют воздушные корни и питательных веществ станет достаточно, у вторичных гемиэпифитов начнут расти взрослые листья. Другая особенность листьев филодендронов состоит в том, что листья у них могут быть различной формы и размеров у разных растений одного и того же вида.
В то время как размер и даже форма листовой пластинки не приемлемы для таксономического разграничения растений рода, отношение ширины к длине листовой пластинки может быть более приемлемым. У многих видов листовые пластинки больше по ширине, чем по длине. Среднее минимальное отношение длины к ширине для видов с простыми листьями 1,6, а среднее максимальное — 2,5.
Края листовой пластинки у видов с простым листьями всегда без зубцов и лишь изредка волнистые, как у Philodendron subincisum. С другой стороны края листовых пластинок филодендронов довольно часто волнистые, особенно у видов с большими листьями.
Окраска листьев филодендронов очень переменна и в значительной степени зависит от среды обитания. Верхняя поверхность листовой пластинки неизменно более тёмно-зелёного цвета, чем нижняя. У некоторых видов, таких как Philodendron chiriquense, молодые листья окрашены в пурпурный цвет, но с возрастом теряют эту окраску. Исключение — Philodendron verrucosum, у которого взрослые листья снизу багряные. Окраска нижних поверхностей листовых пластинок больше распространена и чаще ограничивается главными жилками, включая черешки молодых листьев.

### Соцветия и цветки

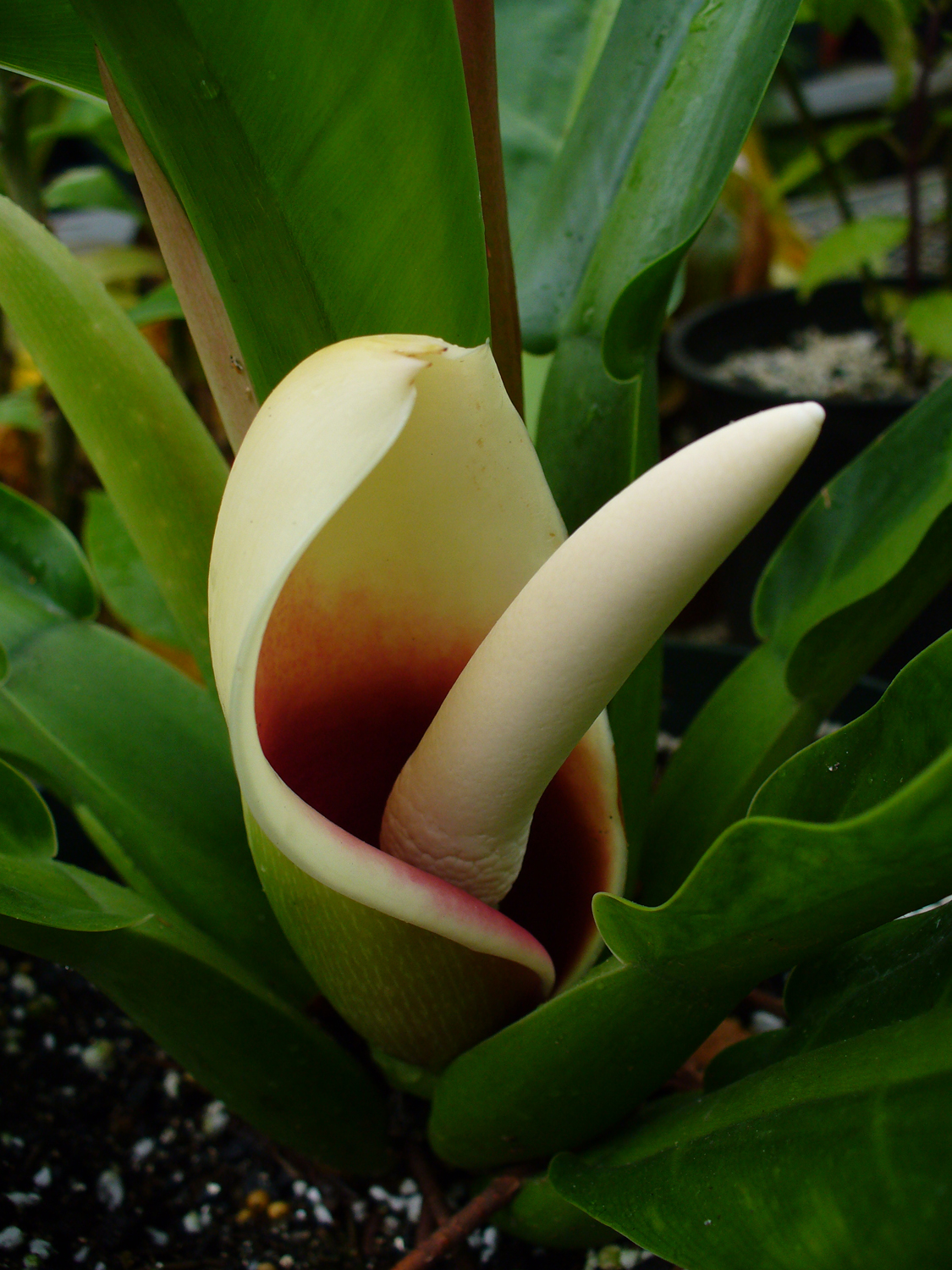
Цветок филодендрона Марциуса, Международный университет во Флориде, Майами, США

Соцветие — початок, прикрытый похожим на лист капюшоном, называемым покрывалом. В зависимости от вида филодендрон производит от одного до одиннадцати соцветий одновременно. Отдельные соцветия бывают собраны сериями и заключены в полукожистые от беловатых до розоватых прицветнички, называемых брактеолами или профиллами, которые чаще всего опадают после цветения. Типично соцветие расположено вертикально независимо от положения стебля.
Цветоножка короткая, обычно цилиндрическая, беловатая или бледно-зелёная в той части, которая скрыта во влагалище листа, остальная часть — от тёмно-зелёной до зелёной, изредка —розовато-красная, красноватая или с красноватым или пурпурным отливом, длиной 1—25 см.
Покрывало толстое, мясистое, с перетяжкой, свёрнутое в трубку, приоткрывающуюся во время цветения и обычно развёртывающуюся после оплодотворения цветков. Покрывало обычно восковое и двухцветное. У некоторых филодендронов внутренняя часть покрывала контрастирует по цвету с внешней, у других — внутренняя и внешняя поверхность покрывала немного отличаются по цвету. Более бледный цвет обычно белый или зелёный, а более тёмный — красный или тёмно-красный. Основным пигментом, придающим красную окраску покрывалу, является пеларгонидин.
Початок цилиндрический, с плотно расположенными цветками, большей частью белый, как бы восковой, короче покрывала. На початке находятся плодоносящие женские, репродуктивные мужские и стерильные мужские цветки. Соцветие имеет тенденцию к вертикальному положению, при этом наверху початка располагаются репродуктивные мужские цветки с 2—6 тычинками, затем сравнительно небольшая зона стерильных мужских цветков и стаминодиев; за ними, вблизи основания части покрывала, называемой трубкой, следуют плодоносящие женские цветки, каждый из них представлен гинецеем: яйцевидной двух- — многонадрезной завязью и преимущественно полушаровидными рыльцами. У некоторых филодендронов есть дополнительная область стерильных мужских цветков, находящаяся на самом верху початка. Тычинки сидячие, с сильно разросшимся связником, образующим подобие геометрической фигуры типа призмы или перевёрнутой усечённой пирамиды, на боковых сторонах этого образования расположены пыльники. Тычинки так тесно расположены на початке, что их границы и границы мужских цветков почти неразличимы. Для соцветий филодендронов характерна дихогамия в форме протандрии, ограничивающая самоопыление.
У некоторых филодендронов есть экстрафлоральные нектарники, которые находятся на различных частях растения: стеблях, влагалищах и нижних поверхностях листьев, покрывале. В некоторых случаях количество производимого нектара может быть огромным, в результате чего поверхности растения полностью покрываются нектаром.

### Опыление

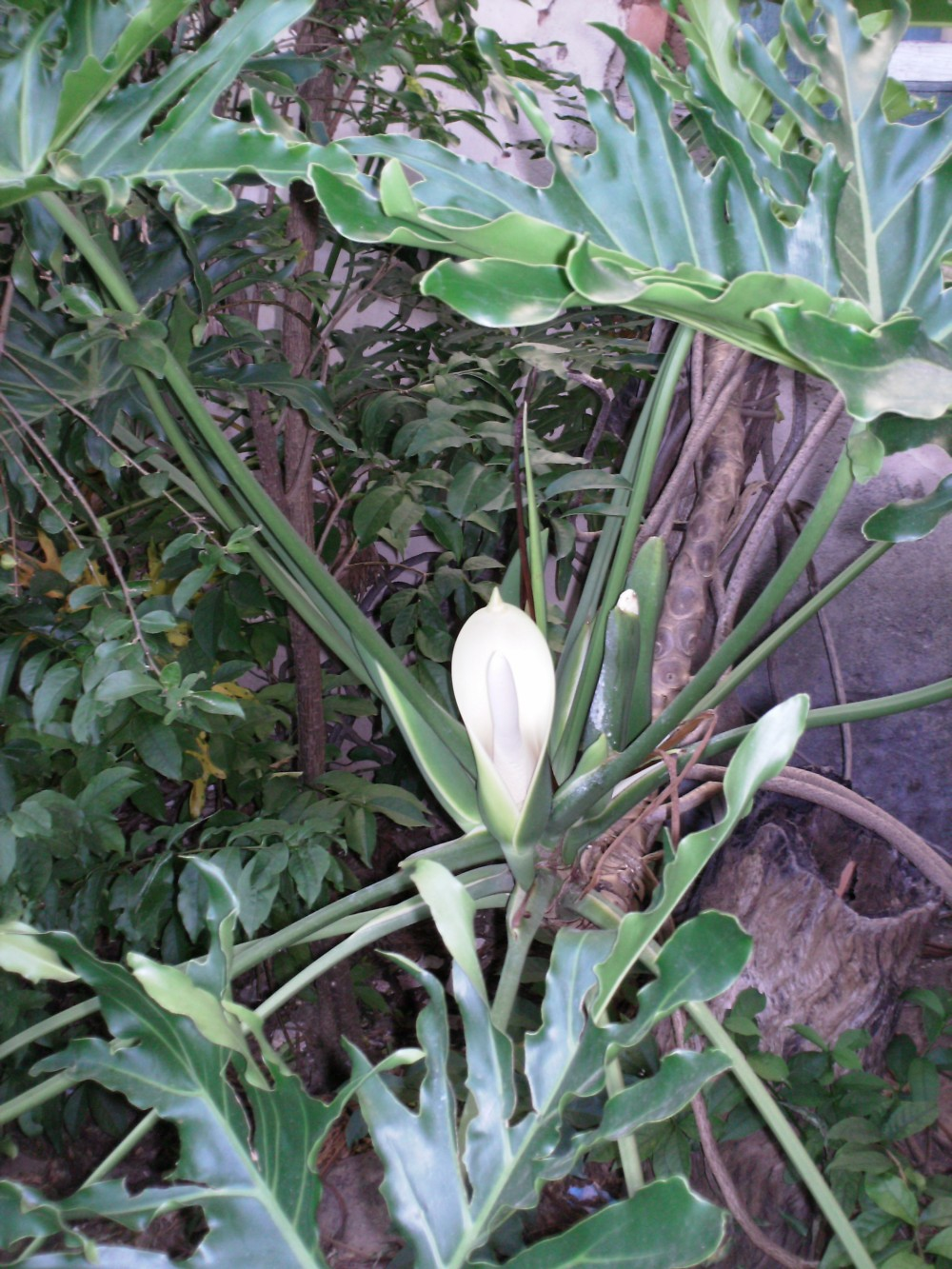
Цветущий Филодендрон

Опыление производится посредством жуков, в основном самцами подсемейств Хлебные жуки и хрущики (Rutelinae) и Дупляки (Dynastinae), некоторые виды филодендрона специализируются на определённом виде жуков, способствующем опылению. Есть другие, меньшие по размеру жуки, из рода Neelia, которые также посещают соцветия Филодендронов, но они, как полагают, не вовлечены в опыление. Чтобы привлечь жуков, стерильные мужские цветки источают ферменты, привлекающие в сумерки самцов жуков. Этот период называют женской фазой цветения, он сопровождается мужской фазой цветения других соцветий, в течение которого производится пыльца. Женская фаза цветения обычно длится два дня и сопровождается постепенным открытием покрывала, позволяющим жукам посещать цветки. Существует предположение, что время открытия покрывала зависит от уровня освещения. Облачные, более тёмные дни приводят к более раннему открытия покрывала, чем ясные. В женскую фазу цветения початок наклоняется вперёд на 45° относительно покрывала. Как только женская фаза заканчивается и женские цветки опылены, покрывало полностью открывается и начинается мужская фаза цветения. В начале мужской фазы цветения репродуктивные мужские цветки заканчивают процесс производства пыльцы, а женские цветки становятся невосприимчивы к дальнейшему опылению. Початок смещается от его положения в 45° и полностью прижимается к покрывалу. К концу мужской фазы цветения покрывало начинает закрываться от основания и вынуждает жуков переместиться к его верхнему концу, где расположены репродуктивные мужские цветки. После окончания мужской фазы цветения жуки покидают соцветие и находят другое, находящееся в женской фазе цветения, в результате жуки опыляют его женские цветки пыльцой, собранной в предыдущем соцветии.

### Плоды
С точки зрения ботаники плод Филодендрона — ягода. Плоды созревают у разных видов в разное время. Для созревания плодов требуется от нескольких недель до года, хотя у большинства видов это время занимает несколько месяцев. Покрывало при созревании плодов удлиняется для удержания созревающих плодов. Как только плоды созреют, покрывало открывается вновь, но на этот раз отрывается от основания и опадает на лесную подстилку. Цвет плодов немного отличается у разных видов, но у большинства ягоды белые с зелёным оттенком. У некоторых видов ягоды оранжевые, у других жёлтые, есть виды, у которых ягоды вначале белые, а со временем изменяют свой цвет на другой.
Содержащиеся в плодах семена чрезвычайно малы по сравнению с семенами других представителей семейства ароидных.

### Гибриды
Гибридов, образующихся естественным путём, среди филодендронов чрезвычайно мало. Это связано с тем, что у Филодендронов существует множество географических и временных барьеров, предотвращающих подобное явление. Например, редко бывает, чтобы больше одного вида Филодендронов цвело одновременно. Каждый вид филодендрона опыляется определённым видом жуков, что также предотвращает перекрёстное опыление различных видов. Из наблюдений известно, что жуки привязаны к определённой высоте растения, что служит дополнительной мерой защиты от гибридизации. В результате всех вышеизложенных факторов очень редко можно наблюдать гибриды в природе, хотя такие случаи встречаются. Такие гибриды обладают удивительной особенностью, доказывая возможность существования помеси двух видов из различных секций рода.

## Экология
Покрывало филодендрона служит защитой жукам в период их размножения. Самцы жуков часто сопровождаются самками и спариваются внутри покрывала. Филодендроны извлекают выгоду из этих симбиотических отношений, так как самцы жуков в конечном счёте покидают соцветие, вымазавшись в пыльце, и переходят на другое соцветие, производя таким образом опыление цветков филодендрона. Выгода жуков при этом менее очевидна. В дополнение к безопасному местонахождению, самцы извлекают выгоду из центрального местонахождения, с которого они могут сигнализировать самкам о желании спариваться. Самки же, видя самца на соцветии филодендрона, знают, что он делает это из намерения спаривания; самки, готовые к спариванию, знают также, что они могут найти самцов по запаху ферментов, источаемых филодендронами. В результате самцы жуков извлекают выгоду из отношений с филодендронами, потому что они не должны производить ферменты для привлечения самок, так как филодендроны это делают за них. Дополнительно самцы жуков извлекают выгоду, состоящую в том, что они спариваются только с самками, готовыми к этому, что не так же бесспорно, как это происходит при полётах в поисках самки в тропическом лесу. При этом филодендрон предоставляет самцам средства поиска самок более эффективное, чем они могли бы сделать это самостоятельно. Интересным является то обстоятельство, что ферменты, производимые филодендронами, по некоторым сведениям, подобны ферментам, производимым самками жуков, когда они пытаются привлечь к себе самцов, хотя это ещё не доказано. Кроме предоставления репродуктивных возможностей, филодендроны дают жукам пищу двух видов. Пыльца плодоносящих мужских цветков съедобна и является пищей для них в ночное время. Кроме того, стерильные мужские цветки богаты липидами и также являются пищей для жуков. Удержанию пыльцы на поверхности жуков способствует липкий млечный сок, выделяемый через отверстия на поверхности початка.
Филодендроны (вторичные эпифиты) находятся в симбиотических отношениях с муравьями. Муравьи питаются сладким нектаром, выделяемым филодендронами в большом количестве с помощью экстрафлоральных нектарников, и строят муравейники среди корней растений, так как корни способствуют их удержанию. В свою очередь, муравьи защищают филодендроны от нападения насекомых-вредителей.
Плоды филодендронов часто источают запах для привлечения животных, которые съедают их и способствуют распространению растений. Например, Philodendron alliodorum источают запах, подобный запаху чеснока. Виды животных, распространяющих семена, зависят от вида филодендрона. К ним относятся, в том числе, летучие мыши и обезьяны. В качестве распространителей семян были отмечены также и насекомые, питающиеся плодами на лету, например, осы.
Каучук, появляющийся во время цветения филодендронов, применяется безжальными пчёлами (Meliponini) в строительстве гнёзд.
Осы надсемейства Chalcidoidea откладывают яйца в семяпочках филодендронов. В результате на соцветиях появляются галлы.
Листья филодендронов употребляют в пищу венесуэльские обезьяны-ревуны Alouatta seniculus, эти листья составляют 3,1 % всех листьев их рациона питания:547.

## Химический состав
Соцветия, стебли, листья и корни филодендронов выделяют млечный сок, содержащий каучук. Эта особенность филодендронов, наряду с монстерами, отличает их от других представителей семейства ароидных. Млечный сок может быть красным, оранжевым, жёлтым или бесцветным, а находясь на воздухе, он становится коричневым.
Филодендрон содержит до 0,7 % оксалата в виде кристаллов оксалата кальция. Вероятность смертельного исхода при употреблении в пищу частей филодендрона взрослым человеком чрезвычайно мала, если вообще существует. Отравление оксалатом кальция происходит при его достаточно большом употреблении внутрь. Признаками отравления являются обильное слюнотечение, жжение в горле, отёк языка, стоматит, дисфагия, немота.

## Практическое использование
Плоды местными жителями используются в пищу, несмотря на то, что они содержат оксалат кальция, они имеют вкус бананов. Например в этих целях используются ягоды филодендрона двоякоперистого (Philodendron bipinnatifidum). Воздушные корни этого вида филодендрона также применяют в качестве верёвок. В качестве верёвок местные жители используют также воздушные корни филодендрона имбе, а из его коры плетут корзины.
Некоторые виды филодендронов используются в лекарственных целях. Например, филодендрон имбе (Philodendron imbe) используется как антисептик, в лекарственных целях используется млечный сок филодендрона двоякоперистого.
Индейцы Южной Америки каучук филодендрона, добываемый из пчелиных гнёзд, применяют для герметизации духовых ружей. В состав рецепта яда кураре входят стебли и листья одного из видов филодендрона. Колумбийцы, живущие на Амазонке, используют сок Philodendron craspedodromum в качестве яда для глушения рыбы. Для этой цели листья филодендрона разрезают на куски, связывают вместе и оставляют для брожения на несколько дней. Затем эти связки крошат и добавляют в воду: оглушённая рыба всплывает на поверхность воды, где её легко вылавливают. Хотя токсичность этого вида филодендрона полностью не доказана, возможно, что во время процесса брожения им вырабатываются кумарины, которые и становятся ядом для рыбы.
Некоторые виды филодендрона используются в церемониальных целях. В племени kubeo из Колумбии Philodendron insigne используется колдунами для окрашивания рук в красный цвет, так у этих племён красный цвет считается признаком власти.
Некоторые виды филодендрона могут предсказывать ненастную погоду: перед дождём их листья покрываются капельками воды.

### Культивирование
Растения выращивают в тёплых оранжереях и комнатах, но в комнатах выращиваются преимущественно неинтенсивно растущие виды с небольшими листьями, так как растения с крупными листьями занимают много места. Филодендроны можно выращивать и на улицах в умеренном климате. Для них необходимо светлое солнечное местоположение, но без попадания прямых солнечных лучей или лёгкая полутень. Некоторые виды могут расти в тени. В закрытых помещениях филодендроны лучше растут при температуре воздуха 15—22 °C. Почва должна быть всё время влажной, с высоким содержанием перегноя. Philodendron oxycardium выращивают в контейнерах с водой. Филодендроны необходимо регулярно опрыскивать весной и летом, а также и зимой, если рядом отопительная система. Удобрения достаточно вносить раз в две недели.
Размножать филодендроны можно верхушечными и стеблевыми черенками из двух междоузлий. В домашних условиях Филодендроны очень легко поддаются скрещиванию, если имеются два и более одновременно цветущих растения. Но для успешного скрещивания необходимо иметь очень большую коллекцию цветущих растений, так как срок годности пыльцы сравнительно мал по сравнению с периодом цветения.
Филодендрон входит в список растений, очищающих воздух в жилых помещениях от вредных примесей.
Вредителями являются: щитовки, трипсы, паутинные клещи, мучнистые червецы.

## Классификация

### История
Филодендрон был впервые собран для гербария Георгом Маргграфом (1610—1648) в 1644 году. Но первая не совсем успешная попытка классифицировать род была сделана Шарлем Плюмье (1646—1704). Плюмье собрал образцы около шести видов филодендронов на островах Мартиника, Гаити и Святого Фомы. С тер пор было предпринято несколько попыток собрать образцы других видов другими ботаникам, в том числе Н. Жакеном, который собрал образцы новых видов в Вест-Индии, Колумбии и Венесуэле. В это время новые виды филодендрона классифицировались как представители рода Аронник, так как в то время считалось, что большинство растений семейства Ароидные принадлежит этому роду. Род Филодендрон ещё не был признан. В конце XVII, в XVIII и в начале XIX веков в попытке улучшить классификацию многие виды были удалены из рода Аронник и перенесены в другие роды. Только когда Генрих Вильгельм Шотт занялся классификацией семейства, был создан и описан род Филодендрон. Это было сделано в 1829 году, и род тогда был назван Philodendrum. В 1832 году Шотт с целью классифицировать растения семейства Ароидные издал книгу «Meletemata Botanica», в которой описал метод классификации филодендронов, основанный на особенности их цветения. В 1856 году Шотт переиздал свою работу, а в 1860 году издал окончательный её вариант, названный «Prodromus Systematis Aroidearum», в котором описал ещё больше деталей классификации филодендронов и описал 135 видов.

### Современная классификация
Растения рода Филодендрон обычно заметно отличаются от представителей других родов, хотя есть несколько исключений. Есть несколько видов, похожих на представителей родов Антуриум и Homalomena.
Род Филодендрон делится на несколько секций:
- Philopsammos
- Philodendron
- Calostigma
- Tritomophyllum
- Schizophyllum
- Polytomium
- Macrogynium
- Camptogynium

### Виды
Род, по информации Миссурийского ботанического сада, включает около 900 видов; в других источниках называются другие данные — 400 видов:55, 700 видов:312, более 250 видов. Род является вторым по численности в семействе Ароидные. Таксономически род ещё недостаточно изучен, многие виды не описаны.
По информации базы данных The Plant List (2013), род включает 487 видов. Некоторые из них:
- Philodendron adamantinum Mart. ex Schott — Филодендрон адамантовый
- Philodendron angustisectum Engl. — Филодендрон узкорассечённый
- Philodendron bipennifolium Schott — Филодендрон дваждыперистолистный, или Филодендрон секиролистный
- Philodendron bipinnatifidum Schott ex Endl. — Филодендрон двоякоперистый, или Филодендрон дваждыперистонадрезный, или Филодендрон Селло
- Philodendron brenesii Standl. — Филодендрон Бренеса
- Philodendron elegans K.Krause — Филодендрон изящный
- Philodendron erubescens K.Koch & Augustin — Филодендрон красноватый
- Philodendron giganteum Schott — Филодендрон гигантский
- Philodendron grandifolium (Jacq.) Schott typus[12] — Филодендрон крупнолистный
- Philodendron hastatum K.Koch & Sello — Филодендрон копьевидный
- Philodendron hederaceum (Jacq.) Schott — Филодендрон плющевидный
  - Philodendron hederaceum var. hederaceum — Филодендрон лазящий, или Филодендрон цепляющийся, или Филодендрон блестящий, или Филодендрон остроконечный
  - Philodendron hederaceum var. kirkbridei
  - Philodendron hederaceum var. oxycardium
- Philodendron imbe Schott ex Endl. — Филодендрон имбе
- Philodendron lundii Warm. — Филодендрон Лунда
- Philodendron mamei Andre
- Philodendron martianum Engl. — Филодендрон Марциуса, или Филодендрон каннолистный
- Philodendron maximum K. Krause — Филодендрон максимум
- Philodendron melanochrysum Linden & Andre — Филодендрон золотисто-чёрный, или Филодендрон Андре
- Philodendron melinonii Brongn. ex Regel
- Philodendron ornatum Schott — Филодендрон украшенный, или Филодендрон Илземана
- Philodendron panduriforme (Kunth) Kunth — Филодендрон гитаровидный
- Philodendron pedatum (Hook.) Kunth — Филодендрон стоповидный, или Филодендрон дольчатый
- Philodendron squamiferum Poepp. — Филодендрон чешуеносный
- Philodendron subincisum Schott — Филодендрон почтинадрезанный
- Philodendron undulatum Engl. — Филодендрон волнистый, или Филодендрон Эйхлера
- Philodendron verrucosum L.Mathieu ex Schott — Филодендрон бородавчатый
- Philodendron wallisii Regel ex Engl. — Филодендрон Уоллиса

## Интересные факты
- Филодендрон Бренеса изображался на марках: Коста-Рика, 1975[13] и Парагвай, 1970.
- Неоднократно в массовой печати в конце XIX в. — начале XX в. во многих странах, в том числе и России, упоминалось о дереве-людоеде, якобы пожирающем людей. Репортёры рассказывали, например, о том, что во время войны между Парагваем и Боливией под неким деревом находили останки раненых, завёрнутых в огромные листья этого растения. Цветки растения обладают сильным ароматом, который якобы одурманивает людей, после чего листья обвивают человека и высасывают его кровь. Этим деревом-людоедом оказался филодендрон дваждыперистолистный. Он, действительно, во время цветения издаёт очень сильный одурманивающий запах. Однако в цветках и плодах этого вида филодендрона нет ни ядовитых, ни наркотических веществ. Причина смерти людей прозаична: раненые стремились укрыться от зноя в тени дерева и умирали естественной смертью, от потери крови[14]:144.
- Филодендрон использовался в опытах советника нью-йоркской полиции, специалиста по детекторам лжи Клива Бакстера. В его опытах к растениям подключали датчики биопотенциалов с целью выявления биоэлектрической реакции растений. В опытах Бакстера к одному из филодендронов подходил человек, вырывал его с корнем и ломал «на глазах» у другого. Когда, спустя некоторое время, этот человек приближался к сохранившемуся растению, оно бурно реагировало на его приближение, хотя, когда приближался другой человек, оставалось спокойным[14]:303.